# Gonyleptoidea
Gonyleptoidea – nadrodzina   pajęczaków z rzędu kosarzy i podrzędu Laniatores zawierająca około 2000 opisanych gatunków.

## Opis
Przedstawiciele tej nadrodzina są w większości dobrze opancerzeni.

## Nazwa
- Agoristenidae Šilhavý, 1973
- Ampycidae Kury, 2003 (!2024)
- Askawachidae Kury & Carvalho, 2020
- Cosmetidae Koch, 1839
- Cranaidae Roewer, 1913
- Cryptogeobiidae Kury, 2014
- Gerdesiidae Bragagnolo, Hara & Pinto-da-Rocha, 2015
- Gonyleptidae Sundevall, 1833
- Manaosbiidae Roewer, 1943
- Metasarcidae Kury, 1994
- Nomoclastidae Roewer, 1943
- Otilioleptidae Acosta, 2019
- Prostygnidae Roewer, 1913
- Stygnidae Simon, 1879
- Stygnopsidae Sørensen, 1932
- famille indéterminée 
  - Chiriboga Roewer, 1959
  - Osornogyndes Maury, 1993
  - Palcabius Roewer, 1956
  - Ramonus Roewer, 1956